# Archiprêtre de Talavera
Pour les articles homonymes, voir Martínez.
Alfonso Martínez de Toledo, plus connu sous le nom d’Archiprêtre de Talavera, est un homme d’Église et homme de lettres espagnol du XVe siècle. En dépit de l’importance de ses fonctions ecclésiastiques, et de son œuvre, sa vie reste assez mal connue.

## Éléments biographiques
Fils d’une famille apparemment aisée et reconnue, il naît à Tolède, dans le royaume de Castille, probablement en 1398. Il effectue des études de droit canonique, ce qui lui permet d’obtenir le titre de bachelier. Des doutes subsistent cependant sur l’université qu’il a fréquentée. L’homme s’engage dans la carrière ecclésiastique. Il passe plusieurs années dans les territoires de la couronne d’Aragon, séjournant à Valence, Barcelone et Tortosa.
Alfonso Martínez de Toledo revient ensuite en Castille, vraisemblablement vers 1430. En 1438, alors qu’il achève son chef-d’œuvre, le Corbacho, il exerce les fonctions d’archiprêtre de Talavera, près de Tolède. Il est également chapelain du roi Jean II. À la fin des années 1440, il occupe la charge de prébendier de la cathédrale de Tolède, et figure parmi les chapelains de la chapelle des Reyes Viejos de cette même église.
Sa vie est consacrée à l’écriture et à l’Église. Ses propos dans le Corbacho, œuvre dans laquelle il dépeint avec vivacité et réalisme différents portraits de femme, ont laissé penser à une vie sentimentale. Certains voient en lui l’archétype du religieux licencieux, à l’image de certains secteurs du clergé moralement décadents au XVe siècle. D’autres estiment qu’Alfonso Martínez de Toledo aurait pu connaître l’amour et être marié avant d’être ordonné. Enfin, certains justifient sa connaissance des femmes par son statut d’ecclésiastique, ayant eu à entendre nombre de confessions.
Quoi qu’il en soit, durant son existence, l’Archiprêtre de Talavera, de par sa formation de clerc, ses hautes fonctions, et de par ses déplacements et séjours à travers l’Espagne, a pu s’enrichir de l’apport de nombreuses influences culturelles et littéraires (catalane, latine, italienne,…), qui se mêlent dans son œuvre. Il est considéré comme le meilleur auteur en prose du XVe siècle espagnol.
Il meurt selon toute vraisemblance en 1470.

## Œuvre
L’œuvre d’Alfonso Martínez de Toledo n’est pas très vaste ; elle est dominée par une œuvre majeure, El Corbacho.
On doit à cet auteur :
- deux récits hagiographiques : la Vida de San Isidoro (Vie de saint Isidore) et la Vida de San Ildefonso (Vie de saint Ildefonse), complétées par des traductions en castillan d’œuvres diverses de ces deux évêques de l’Église espagnole primitive ;
- une chronique générale d’Espagne, intitulée Atalaya de las crónicas, qui prétend être une compilation historique de l’Espagne des wisigoths à Henri III de Castille ;
- un traité didactico-moral en prose, qui constitue son chef-d’œuvre : El Corbacho o reprobación del amor mundano, également connu sous le nom de Arçipreste de Talavera. Il s’agit d’un traité contre la luxure, le péché de la chair et du monde, basé sur la technique du sermon populaire. Structuré en quatre parties, l’ouvrage s’en prend aussi bien aux femmes lascives, qu’aux hommes tentés par le fol amour. Il s’éloigne en cela de la littérature anti-féminine médiévale. Rédigée dans une langue riche et savoureuse, cette œuvre s’éloigne des traités formalistes de la fin du Moyen Âge castillan. Il est au contraire un écrit vivant, imprégné de culture populaire, présentant toute une série de personnages pittoresques issus de la vie quotidienne, animés d’une grande vitalité et authenticité, et profondément humains. Cette caractéristique de l’écriture lui permet de donner un souffle véritable à ses enseignements, appuyés notamment une vaste panoplie d’exempla à portée didactique.